# Халід Мунір
Халід Мунір Алі Абу Бакр Мазід (араб. خالد منير أبو بكر مزيد; нар. 24 лютого 1998) — катарський професійний футболіст, півзахисник клубу «Аль-Вакра» та національної збірної Катару. Потрапив до заявки своєї збірної на ЧС-2022.

## Досягнення
Клубні
- Кубок Еміра Катару: 2019

Збірні
- Володар Кубка Азії: 2024

## Статистика

### У збірній
Станом на 6 жовтня 2022
| Катар  | Катар | Катар |
| Рік    | Ігор  | Голів |
| ------ | ----- | ----- |
| 2016   | 3     | 0     |
| 2017   | 0     | 0     |
| 2018   | 2     | 0     |
| 2019   | 2     | 1     |
| 2020   | 2     | 0     |
| 2021   | 1     | 0     |
| 2022   | 2     | 1     |
| Всього | 12    | 2     |

### Голи за збірну
Рахунки та результати першими вказують гол Катару.
| №. | Дата           | Стадіон                         | Суперник | Рахунок | Результат | Змагання             |
| -- | -------------- | ------------------------------- | -------- | ------- | --------- | -------------------- |
| 1. | 11 червня 2019 | Стадіон Честі, Мальмор, Франція | Бахрейн  | 1–0     | 1–1       | Турнір у Тулоні 2019 |

## Титули і досягнення
- Володар Кубка наслідного принца Катару (1):

«Аль-Вакра»: 2024